# Bahnhof Rotenburg (Wümme)
Der Bahnhof Rotenburg (Wümme) (ehemals Rotenburg in Hannover) ist ein Durchgangsbahnhof an der Bahnstrecke Hamburg–Bremen und an der Bahnstrecke Verden–Rotenburg. Er befindet sich nördlich des Stadtzentrums der niedersächsischen Kreisstadt Rotenburg (Wümme).

## Geschichte
Der Bahnhof wurde 1874 an der Strecke Hamburg–Bremen eröffnet. Zwischen 1906 und 1928 wurden die Bahnstrecken nach Bremervörde und Walsrode (Bahnstrecke Bremervörde–Walsrode) sowie nach Minden eröffnet. 1958 wurde die Verbindung nach Walsrode für den Personenverkehr eingestellt, die nördliche Verbindung nach Bremervörde folgte 1969. Während diese jedoch im Güterverkehr noch sporadisch bedient wird, wurde der südliche Streckenzweig 2005 stillgelegt, die Anschlussweiche wurde abgebaut. 1968 wurde der elektrische Betrieb aufgenommen. 1984 wurde der Bahnhof umfangreich umgebaut, dies hing mit dem dreigleisigen Ausbau der Strecke Hamburg–Bremen zusammen.

## Anlage
Der in Ost-West-Richtung angelegte Bahnhof besitzt einen Hausbahnsteig (Gleis 6) am südlichen gelegenen Empfangsgebäude und einen Inselbahnsteig (Gleise 4 und 5).
Im westlichen Bahnhofsvorfeld lag der Güterbahnhof und sind heute noch Rangiergleise. Südlich befinden sich Park-and-ride-Parkplätze. Bis 2009 wurde das Bahnhofsumfeld umgebaut und das bestehende Bahnhofsgebäude abgerissen. Dieses wurde durch ein kleineres Gebäude mit Fahrkartenverkauf und Kiosk ersetzt. Außerdem wurde ein Zentraler Omnibusbahnhof errichtet sowie ein großer überdachter Fahrradständer aufgestellt. Der Bahnhof ist seit 2007 barrierefrei ausgebaut.
Der Bahnhof wird durch das Stellwerk Rf der Bauart Sp Dr L30 gesteuert. Des Weiteren werden von diesem aus die Bahnhöfe Scheeßel, Lauenbrück und Tostedt ferngesteuert.

## Verkehrsanbindung
Der Bahnhof wird ausschließlich durch Züge des Regionalverkehrs bedient. Die Strecke nach Bremen und Hamburg wird sowohl durch eine Regionalexpress- als auch durch eine Regionalbahnlinie von Metronom jeweils im Stundentakt bedient. Diese Linien sind Teil des Hanse-Netzes. Auf der Strecke nach Verden verkehrt seit dem 11. Dezember 2022 die Regio-S-Bahn Bremen/Niedersachsen.
| Linie                    | Linienverlauf                                                                    | Takt                                         | EVU          | Eingesetzte Fahrzeuge                 |
| ------------------------ | -------------------------------------------------------------------------------- | -------------------------------------------- | ------------ | ------------------------------------- |
| RE4                      | Hamburg Hauptbahnhof – Hamburg-Harburg – Buchholz – Tostedt – Rotenburg – Bremen | 60 min                                       | metronom     | Baureihe 146.1 + 7 Doppelstockwagen   |
| RB 41                    | Hamburg – Hamburg-Harburg – Buchholz – Tostedt – Rotenburg – Bremen              | 60 min                                       | metronom     | Baureihe 146.2 + 5–6 Doppelstockwagen |
| RS 6                     | Rotenburg (Wümme) – Verden (Aller) Stand: Fahrplanwechsel Dezember 2023          | 60/120 min (wochentags) 120 min (Wochenende) | NordWestBahn |                                       |
| Stand: 11. Dezember 2022 |                                                                                  |                                              |              |                                       |

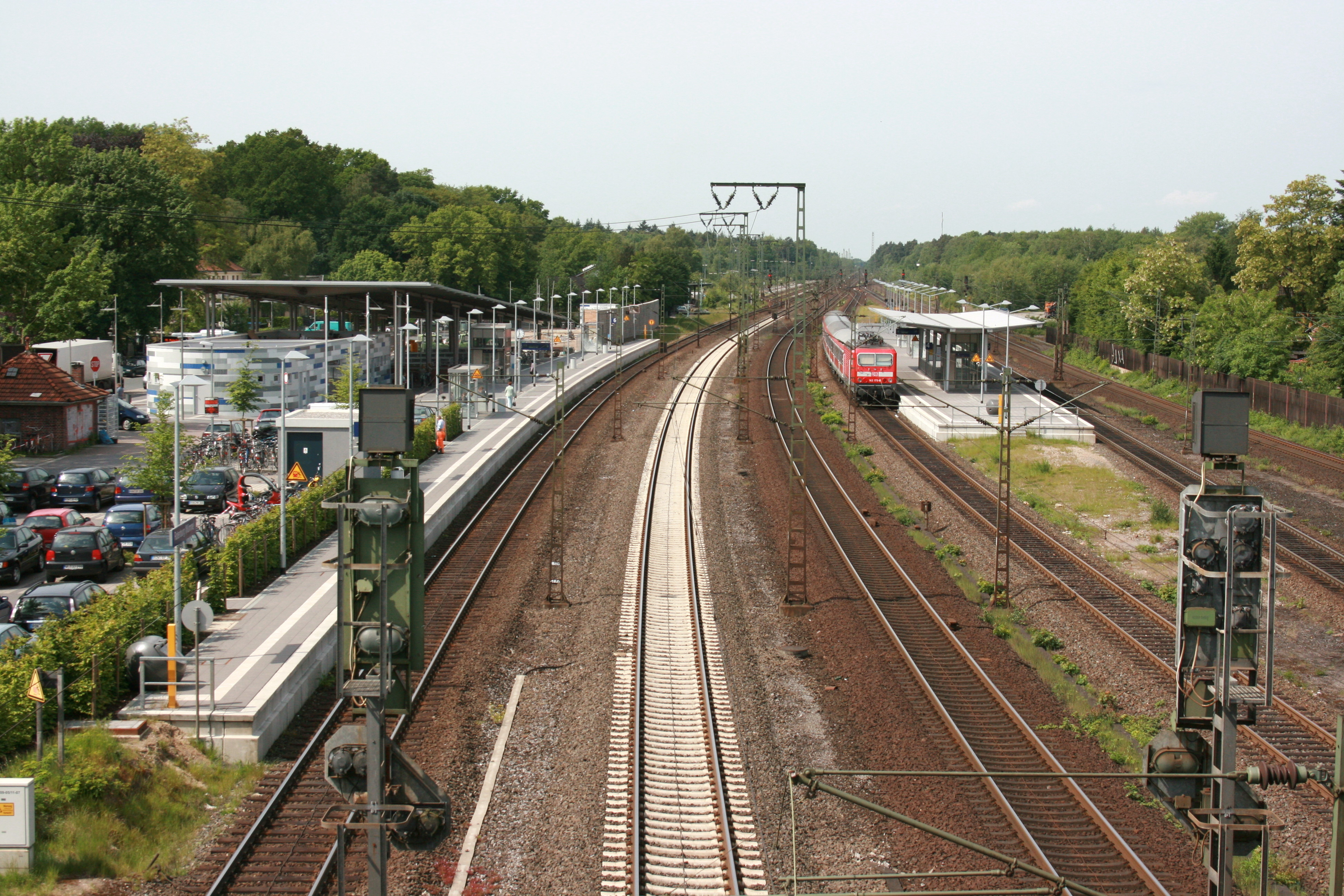
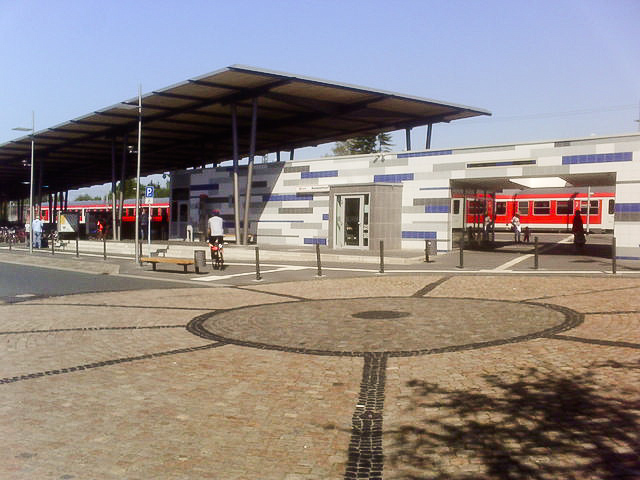
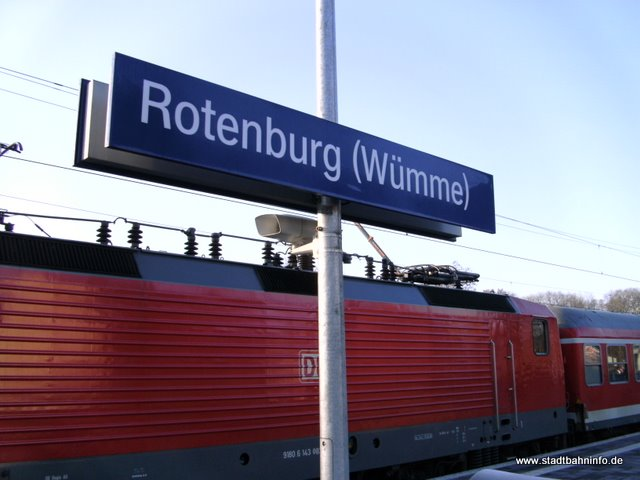
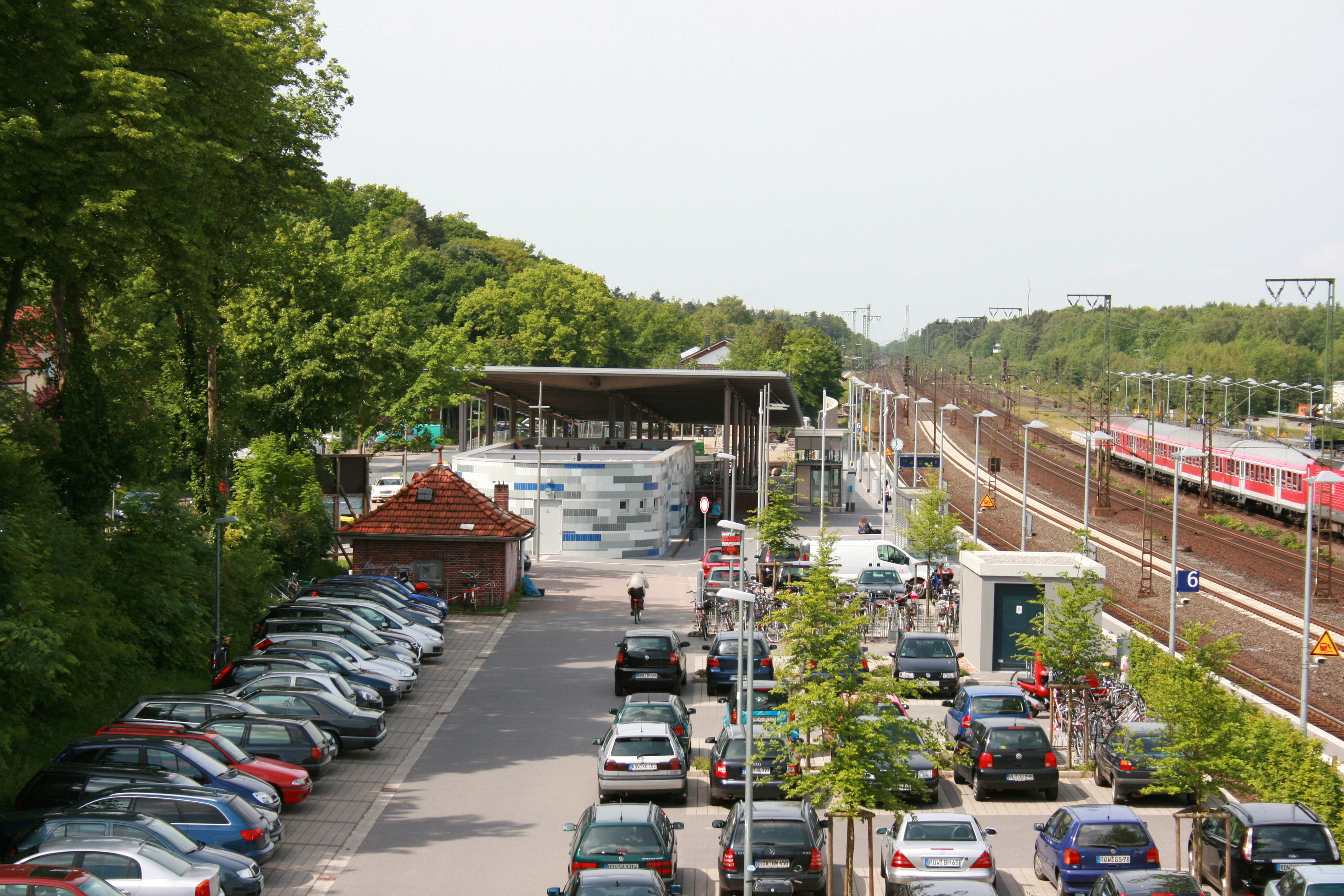
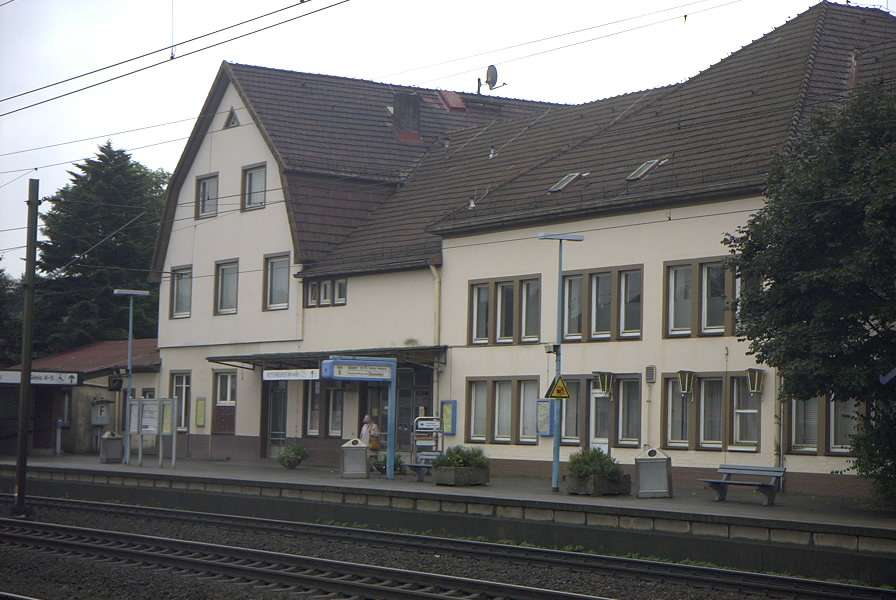
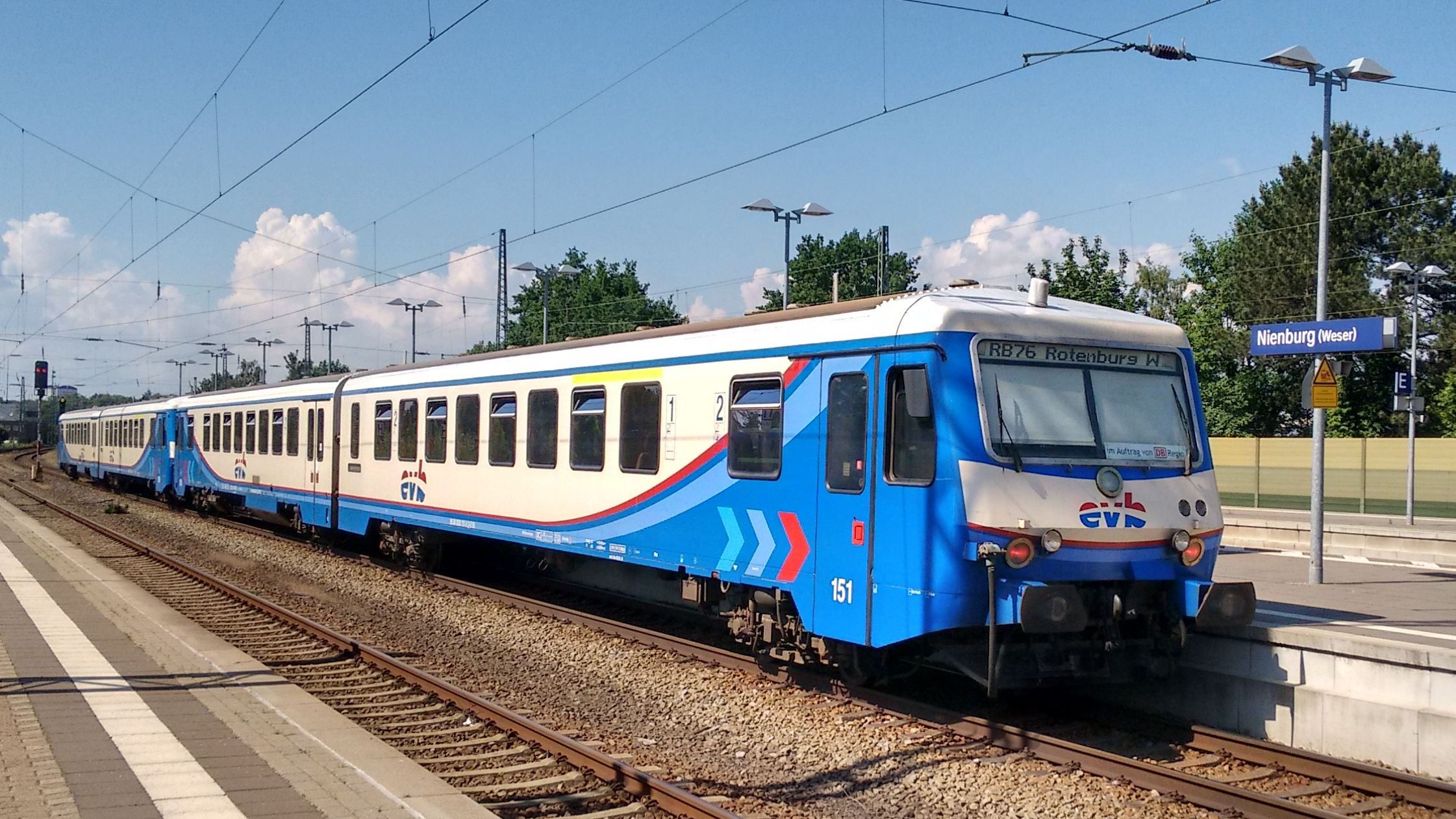
RB76 nach Verden (Aller)
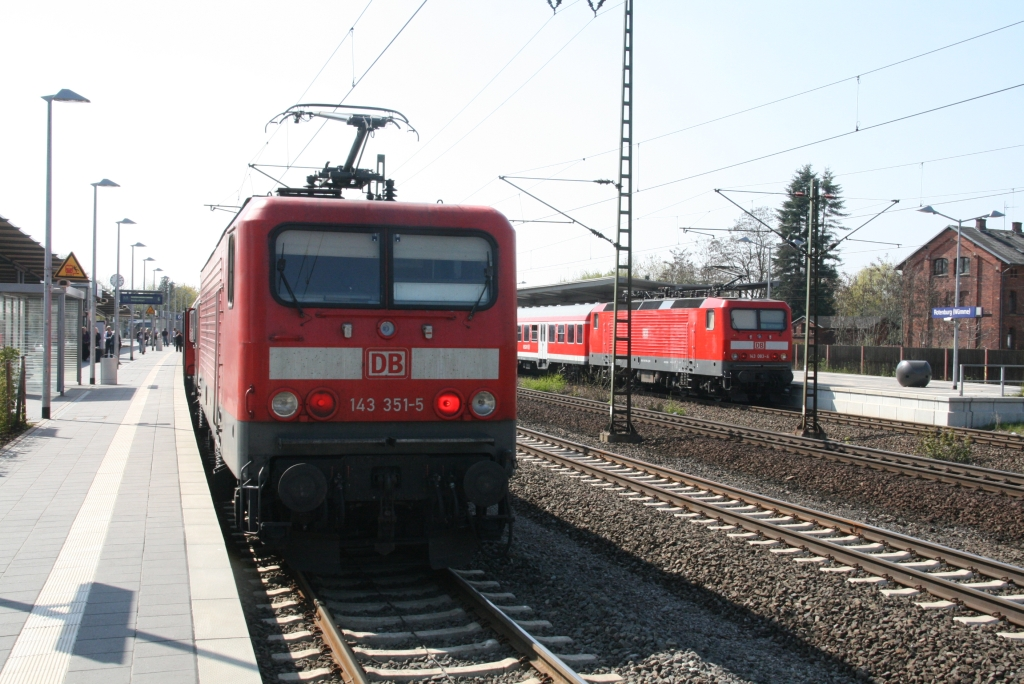
2010: Eine RB nach Bremen Hbf und eine nach Verden (Aller)